# غلان ير أفون (أنغلزي)
غلان ير أفون (بالإنجليزية: Glan-yr-afon, Mariandyrys)‏ هي منطقة سكنية تقع في ويلز في أنغلزي.